# Филип Ноаре
Филип Ноаре (фр. Philippe Noiret) је француски глумац, рођен 1. октобра 1930. године у Лилу, а преминуо 23. новембра 2006. године у Паризу.